# عباس شحرور
عباس شحرور (انگلیسی: Abbas Chahrour؛ زادهٔ ۱ ژانویهٔ ۱۹۷۲) بازیکن فوتبال اهل لبنان است.
از باشگاه‌هایی که در آن بازی کرده‌است می‌توان به باشگاه ورزشی النجمه لبنان اشاره کرد.
وی همچنین در تیم ملی فوتبال لبنان بازی کرده‌است.